# Подрум
Подрум је део куће који се налази испод земљине површине. Ту се обично смештају ствари којима не прија сунце или високе или ниске температуре, као што су вино, зимница.
Познати су и римски и грчки вински подруми, пре свега са лучним сводовима, где лук има изразиту статичку вредност, за складиштење амфора, ритона и кратера, са карактеристичним полукружним нишама у зидовима, за дегустирање и точење вина у подруму.

## Сврха, географија и историја
Подрум се може користити на скоро потпуно исти начин као и додатни надземни спрат куће или другог објекта. Међутим, коришћење подрума у великој мери зависи од фактора специфичних за одређену географску област, као што су клима, тло, сеизмичка активност, грађевинска технологија и економија некретнина.
Подруми у малим зградама као што су самостојеће куће за једну породицу су ретки у влажним климама као што су Велика Британија и Ирска где поплаве могу бити проблем, иако се могу користити на већим објектима. Међутим, подруми се сматрају стандардним за све осим најмањих нових зграда на многим местима са умереном континенталном климом, као што су амерички средњи запад и канадске прерије, где је у сваком случају потребан бетонски темељ испод линије мраза, како би се спречило померање зграде током циклусa смрзавања-одмрзавања. Подруме је много лакше изградити у областима са релативно меким тлом и могу се изоставити на местима где је тло превише компактно за лако ископавање. Њихова употреба може бити ограничена у зонама земљотреса, због могућности да се горњи спратови уруше у подрум; с друге стране, могу бити потребни у подручјима склоним торнаду као заклон од силовитих ветрова. Додавање подрума такође може смањити трошкове грејања и хлађења, јер је то облик земљишног заклона и начин да се смањи однос површине и запремине зграде. Густина становања у области такође може утицати на то да ли се подрум сматра неопходним или не.
Историјски гледано, подруми су постали много лакши за изградњу (у развијеним земљама) од индустријализације изградње кућа. Велике машине за ископавање, као што су ровокопачи и утоваривачи, драматично су смањиле време и радну снагу потребну за копање подрума у поређењу са ручним копањем ашовом и лопатом, иако се овај метод још увек може користити у земљама у развоју.
Током већег дела своје ране историје, подрум је имао један од два облика. Он је могао бити тек нешто више од спремника, или је могао бити део зграде који садржи собе и просторе сличне онима у остатку структуре, као у случају подрумских станова и подрумских канцеларија.
Међутим, почевши од развоја великих приградских кућа средње цене током 1950-их, подрум, као засебан простор, постепено је превладао. У почетку је то био типично велики простор са бетонским подом, до којег се долази унутрашњим степеницама, са изложеним стубовима и гредама дуж зидова и плафона, или понекад зидовима од ливеног бетона или бетонских блокова.

## Типови подрума

### Енглески подрум
Енглески подрум, такође познат као подрум са дневним светлом, налази се у кући у којој се бар део подрума налази изнад земље да би се обезбедили прозори разумне величине. Генерално, таваница подрумског спрата треба да буде довољно изнад земље да обезбеди прозоре скоро пуне величине. Неки подруми овог типа се налазе на падинама, тако да је један део тог спрата у равни са земљиштем. Из овога скоро увек произлази излазни подрум.
Већина енглеских подрума природно произилази из издигнутих бунгалова и излазних подрума. Међутим, постоје случајеви у којима се терен довољно спушта са једне стране на другу да омогућава прозоре од 3/4 до пуне величине, а стварни подрум остаје испод нивоа.
У већини делова Северне Америке, легално је постављати станове и легалне спаваће собе у енглеским подрумима, без обзира да ли је цео подрум изнад нивоа тла или не.
Подруми са дневном светлошћу могу се користити у неколико намена - као гаража, као помоћне просторије или као животни простор. Закопани део се често користи за складиштење, вешерај, резервоаре за топлу воду и .
Куће са енглеским подрумом обично се процењују више од кућа са стандардним подрумима, јер укључују одрживије животне просторе. У неким деловима САД, међутим, процена подрумског простора са дневним светлом је упола мања од вредности квадрата у приземљу и изнад земље. Дизајнирани смештајни објекти укључују подељене-фоаје и куће на два нивоа. Понекад су могуће гараже на оба нивоа. Као и код сваке куће на више нивоа, постоји уштеда на крововима и темељима.

### Излазни подрум
Излазни подрум је сваки подрум који је делимично под земљом, али без обзира на то омогућава директан излазак напоље и има плутајуће зидове. То може бити или кроз степениште које води изнад земље, или врата директно напоље ако је део подрума потпуно на нивоу или изнад.

### Подподрум
Подподрум је спрат испод подрума. У кућама у којима постоји било који тип подрума који је горе поменут, као што је подрум за осматрачнице, сва запремина подсутерена од пода до плафона налази се знатно испод земље. Стога, подподруми немају прозоре нити спољна врата. У кућама које имају подподруме, сав подрум се може користити као део главног дома где се људи опуштају и обављају рекреативне активности, док се цео подрума може користити за складиштење. Подподрум је много чешћи у већим објектима, као што су пословне зграде и веће стамбене зграде, него у кућама за једну породицу. Уобичајено је да небодери имају више подподрума.

### Завршен потпуно подземни подрум
Према међународном Оксфордском речнику енглеског језика, завршен потпуно подземни подрум је просторија у кући испод нивоа земље која се често користи за складиштење вина или угља; то се може односити и на саму залиху вина. Подрум тежи да остане на константној хладној (несмрзавајућој) температури током целе године и обично има или мали прозор/отвор или неки облик вентилације ваздуха (ваздушне/промајске цигле, итд.) како би се елиминисала влага или устајао ваздух. Подруми су чешћи у Уједињеном Краљевству у старијим кућама, при чему већина терасастих кућа изграђених током касног 19. и почетка 20. века има подруме. То су била важна склоништа од ваздушних напада током Другог светског рата. У деловима Северне Америке који су склони торнаду (нпр. Алеја торнада), подруми и даље служе као склоништа у случају директног удара торнада на кућу или других оштећења изазваних јаким ветровима.

### Подземни вентилациони простори
Подземни вентилациони простор (као што име имплицира) је врста подрума у којем се не може стајати - висина може бити само једна стопа (30 ), а површина је често земља. Ови пузајући простори нуде згодан приступ цевима, подструктурама и разним другим областима којима би иначе било тешко или скупо приступити. Док се овај простор не може користити као животни простор, може се користити као складиште, често за ствари које се ретко користе. Међутим, при томе се мора водити рачуна, јер вода из влажног тла, водена пара (која улази из вентилационог отвора) и влага која продире кроз порозни бетон могу створити савршено окружење за стварање плесни/буђи на било којој површини у том простору, посебно на картонским кутијама, дрвеним подовима и површинама, гипсаним зидовима и неким врстама изолације.
Здравствена и безбедносна питања морају се узети у обзир приликом инсталирања овог вентилационог простора. Како се ваздух загрева у кући, он се диже и излази кроз горње делове куће, на исти начин на који се ваздух креће кроз димњак. Овај феномен, назван „ефекат стога“, доводи до тога да дом усисава ваздух из вентилационог простора у главни део куће. Споре плесни, мириси распадања и фекални материјал од гриња у вентилационом простору могу изаћи са ваздухом, погоршавајући астму и друге проблеме са дисањем и стварајући различите здравствене проблеме.
У затвореним просторима могу се развити сува трулеж и други услови штетни за зграде (нарочито дрвене конструкције). Сматра се да обезбеђивање адекватне вентилације смањује појаву ових проблема. Вентилациони отвори на овом простору на зидовима омогућавају кретање ваздуха. Такви отвори су обично опремљени металним решеткама, мрежама или ламелама које могу блокирати кретање глодара и штеточина, али углавном не инсеката као што су термити и столарски мрави. Једно уобичајено правило је да се обезбеде вентилациони отвори са површином попречног пресека која је једнака 1/150 површине пода коју подземни простор обслужује.
Модерне студије о овом простору су поново размотриле употребу вентилационих отвора у кући. Иако вентилациони простор омогућавава спољашњем ваздуху да вентилира кућу, способност тог ваздуха да исуши простор испод објекта је дискутабилна. У подручјима са влажним летима, током летњих месеци, ваздух који се упушта у простор испод објекта биће влажан, а како улази у тај простор, који је природно хлађен земљом, релативна влажност ваздуха расте. У тим случајевима, вентилациони отвори могу чак да повећају ниво влажности у простору испод објекта и да доведу до кондензације на хладним површинама, као што су метал и дрво. Зими, вентилационе отворе ка овом простору треба у потпуности затворити, како би се спречио уплив хладног зимског ваздуха који може да охлади цеви за топлу воду, пећи и бојлере који се налазе у њима. Током кишног времена, отвори ка простору испод објекта доводе влажан ваздух у њега, који не може ефикасно да исушује тај простор.